# Qaem Shahr
Qaem Shahr (tudi Qaem Shahri) je mesto v severnem Iranu in prestolnica iranske pokrajine oz. ostana Mazandaran. Stoji 250 kilometrov severovzhodno od Teherana.